# Націократія
Націократія — режим панування нації у власній державі, що здійснюється владою всіх суспільно-корисних верств, об'єднаних — відповідно до їх суспільно-продукційної функції — в представницьких органах державного управління.

## Історія розробки
Основні принципи націократії були розроблені членом Проводу і ідеологом ОУН полковником Миколою Сціборським і викладені ним у однойменному творі, який вийшов друком у 1935 р. в Парижі. Сціборський окреслив також попередні етапи, які мають передувати встановленню націократії (національна революція та національна диктатура). Подальшого розвитку теорія націократії набула у роботах ідеологічних референтур Всеукраїнського політичного об'єднання «Державна самостійність України», Соціал-Національної партії України, громадської організації «Патріот України» та Соціал-Національної Асамблеї.

## Сутність та основні засади націократії
Основні засади націократії:
- національна солідарність (надкласовість і антипартійність);
- авторитарність (режим правління, за якого всю чи більшу частину влади зосереджено в руках однієї особи чи групи осіб.);
- якісна суспільна ієрархія і дисципліна;
- самоорганізація та самоврядність.

Держава трактується націократами як найбільш оптимальна форма існування нації. «Тільки через власну державу нація стає творчим чинником історії й повноправним господарем своєї власної долі. Без цього нація завжди й неминуче стає предметом поневолення й визиску інших державних націй».
Формою суспільної організації націократії є державний синдикалізм, що визначає суспільну вартість (а відповідно і межі прав і обов'язків) окремого індивіда в залежності від обсягу і характеру виконуваних ним виробничих функцій. «…виходячи з неподільної єдності нації — водночас рахується з органічністю її поділу на окремі складники та пов'язує ці останні функціональною залежністю знову в єдність, реалізуючи в цей спосіб свій зміст режиму панування цілої нації у власній державі».
У той же час Сціборським засуджувалися консервативні реакціонери:

## Відмінності націократії від інших державних режимів і суспільно-політичних доктрин
Основним ідейно-цінністним опонентом націократії на сьогодні є демократія. Протиставлення між цими двома формами державно-політичного режиму полягає передусім у визначенні основної суспільної цінності, якою демократія вважає людину, а націократія — націю. Відповідно джерелом влади демократами визнається народ, як неструктурована математична сукупність населення певної території, а націократами — нація, як самодостатня кровноспоріднена ієрархічна спільнота. Причому «влада належить нації через її найбільш талановитих, ідеалістичних та національно-альтруїстичних представників, що здатні забезпечити належний розвиток нації та її конкурентоспроможність».
Права нації для націократів є превалюючими над правами окремих національностей, класів та осіб. Адже права окремих людей можуть гальмувати та унеможливлювати загальнонаціональний прогрес.
Окремо слід наголосити на державно будівничих розбіжностях між демократією і націократією, які полягають передусім у способах формування державних органів. Демократія проголошує загальні та вільні вибори на основі територіального чи партійного представництва — єдиним можливим методом формування вищих органів влади. Націократія наголошує на представництві на основі державних синдикатів (професійних і їм подібних спілок), до яких мають долучатися тільки суспільно-корисні верстви населення.
Демократія декларує цілий ряд природних прав людини, які належать особі за фактом народження, націократія наполягає на здобутті прав відповідно до виконуваних обов'язків і взятої відповідальності.
На полі державно-правової теорії націократія, наголошуючи на необхідності державного існування нації, спрямована проти анархізму, який заперечує необхідність існування держави і розглядає її як суспільно-політичний атавізм.
У світоглядній площині націократія, яка розглядає суспільно-історичний розвиток як результат солідарної співпраці всіх корисних верств нації, протистоїть комунізму, який причиною суспільно-історичного розвитку називає міжкласову боротьбу.

## Прихильники націократичного державного режиму в Україні
Протягом XX — початку XXI ст. на ідеологічій платформі націократії засновували свою діяльність:
- Організація Українських Націоналістів (у 1939-1943 рр.) — офіційно прийнято постановами II-го Великого Збору
- Всеукраїнське політичне об'єднання «Державна самостійність України» (з другої половини 1990-х рр.) — голова ДСУ Роман Коваль вперше в незалежній Україні перевидав і широко популяризував твір Миколи Сціборського

Встановлення націократії проголошують своєю метою:
- ВГО «Патріот України»
- Чернігівський Правий Рух «Українська Альтернатива»
- Національна Дія «Революція і Держава»
- Соціал-Національна Асамблея
- «Марш Патріотів»
- МГО «Моноліт»
- «Національний корпус»
- Національні дружини

Окремі представники УНА-УНСО, Соціал-Національної партії України та Української Націонал-Трудової партії також просувають ідеї націократії.